# Universidade Católica de Petrópolis
A Universidade Católica de Petrópolis (UCP) é uma instituição de ensino superior privada sediada no Centro Histórico de Petrópolis, no estado do Rio de Janeiro, Brasil, sendo a maior universidade privada do interior do estado. A UCP teve seu início no dia 31 de maio de 1953, com a fundação da Sociedade Civil Faculdades Católicas Petropolitanas por iniciativa do então bispo diocesano de Petrópolis, dom Manoel Pedro da Cunha Cintra. No início dos anos 60, as Faculdades Católicas Petropolitanas tiveram seu nome mudado para Universidade Católica de Petrópolis, tendo sua instalação solene ocorrido no dia 11 de março de 1962.
A universidade teve a maior nota do estado na avaliação do ENADE para o curso de Fisioterapia e a terceira maior nota no curso de Biomedicina - sendo a universidade privada mais bem avaliada do estado nos respectivos cursos. O curso de Direito é um dos únicos recomendados pela Ordem dos Advogados do Brasil (OAB) na região.

## História
Fundada em maio de 1953, a Universidade Católica de Petrópolis foi a primeira instituição de ensino superior instalada na cidade de Petrópolis, bem como em toda região serrana fluminense. Começou com a criação da sociedade civil Faculdades Católicas Petropolitanas, por iniciativa do então Bispo Diocesano Dom Manoel Pedro da Cunha Cintra. O primeiro curso oferecido pela nova instituição foi o de Direito, instalado em 1954 em um imóvel no bairro Retiro. Em 1956, com a aquisição do prédio onde funcionou, durante muito tempo, um dos mais requintados hotéis da região - o  Hotel Orleans -, na Rua Barão do Amazonas, foram criadas também as faculdades de Filosofia, Ciências e Letras e, mais tarde, de Engenharia Industrial.
Em 1961, a fusão das três faculdades resultou na fundação da Universidade Católica de Petrópolis. A instituição foi reconhecida pelo Decreto 383, de 20 de dezembro de 1961, publicado no Diário Oficial da União em 21 de dezembro de 1961. A universidade foi solenemente instalada em 11 de março de 1962 e, em seguida, experimentou uma forte expansão, com a abertura de novos cursos.

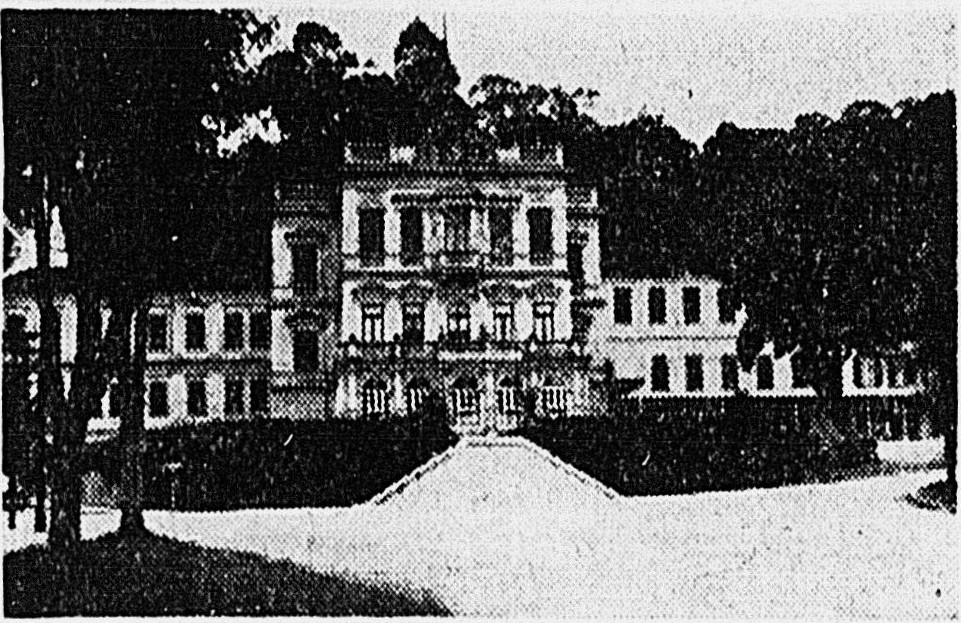
Fotografia da universidade, provavelmente da década de 50.

No final da década de 60, a universidade adquiriu as instalações do Colégio Notre Dame de Sion, na Rua Benjamin Constant, e levou para o espaço toda a sua administração e boa parte de seus alunos. No novo campus, fundou o Colégio de Aplicação, que tinha como finalidade propiciar campo de estágio e pesquisa aos alunos da Faculdade de Educação.
No início dos anos 70, a instituição tornou-se cartão postal da cidade com a inauguração do Relógio das Flores, em frente ao Conjunto Dom Manoel Pedro da Cunha Cintra, na Rua Barão do Amazonas. O espaço, criado por ocasião das solenidades de comemoração do Sesquicentenário da Independência, seria, mais tarde, um dos principais pontos de visitação turística da região.
Nessa mesma época, a universidade passou por grandes mudanças, destacando a aquisição do primeiro computador em 1974, com instalação do Centro de Processamento de Dados e a inauguração do Centro de Educação Física, em 1976. Os anos 80 trouxeram a conquista da concessão da Rádio UCP FM e mais tarde, a Fundação Cultural Dom Manoel Pedro da Cunha Cintra.
A década de 90 marcou o reconhecimento da universidade por toda a comunidade. Entre os importantes projetos que tiveram a participação da instituição estão a assinatura de convênio entre a universidade e a Prefeitura para revitalização do Centro Histórico de Petrópolis e a integração da universidade ao projeto Petrópolis-Tecnópolis.
Hoje a UCP, que, em seus mais de 60 anos de história já formou mais de 25 mil profissionais em diversas áreas, oferece 39 cursos de graduação, além de cursos de pós-graduação, mestrados e doutorado.

## Missão e visão geral
Segundo a Universidade, sua visão consiste em "ser reconhecida como referência de Universidade Comunitária, em âmbito nacional, oferecendo excelência nos diversos níveis de ensino, nas modalidades presencial e a distância, expandindo sua atuação geográfica e acadêmica, com sustentabilidade, consolidando alianças, inclusive internacionais". Importante notar que o conceito de Universidade Comunitária no Brasil se difere de outras partes do mundo, como o praticado nos Estados Unidos, por exemplo. No geral, são universidades privadas sem finalidades lucrativas, em que todos os valores levantados são revertidos na própria atividade educacional. Assim, são criadas e mantidas pela sociedade civil, e tem como objetivo contribuir para o desenvolvimento do país, por meio da oferta de educação de qualidade, o que insurge nas instituições a vocação para a pesquisa e a extensão, por exemplo. Por isso, no Brasil, ao contrário de países como os EUA e o Reino Unido, este tipo de universidade geralmente se destaca em rankings acadêmicos, figurando acima de outras instituições de ensino privadas. Como exemplo de outras instituições de ensino superior sem fins lucrativos brasileiras, é possível citar a Pontifícia Universidade Católica do Rio de Janeiro (PUC-Rio) e a Fundação Getúlio Vargas (FGV). Um exemplo de diferencial que pode ser destacado neste modelo educacional é o amplo oferecimento de bolsas de estudo, possibilitadas, inclusive, por meio de incentivos públicos, como a realização de Vestibulares Sociais.

## Estrutura

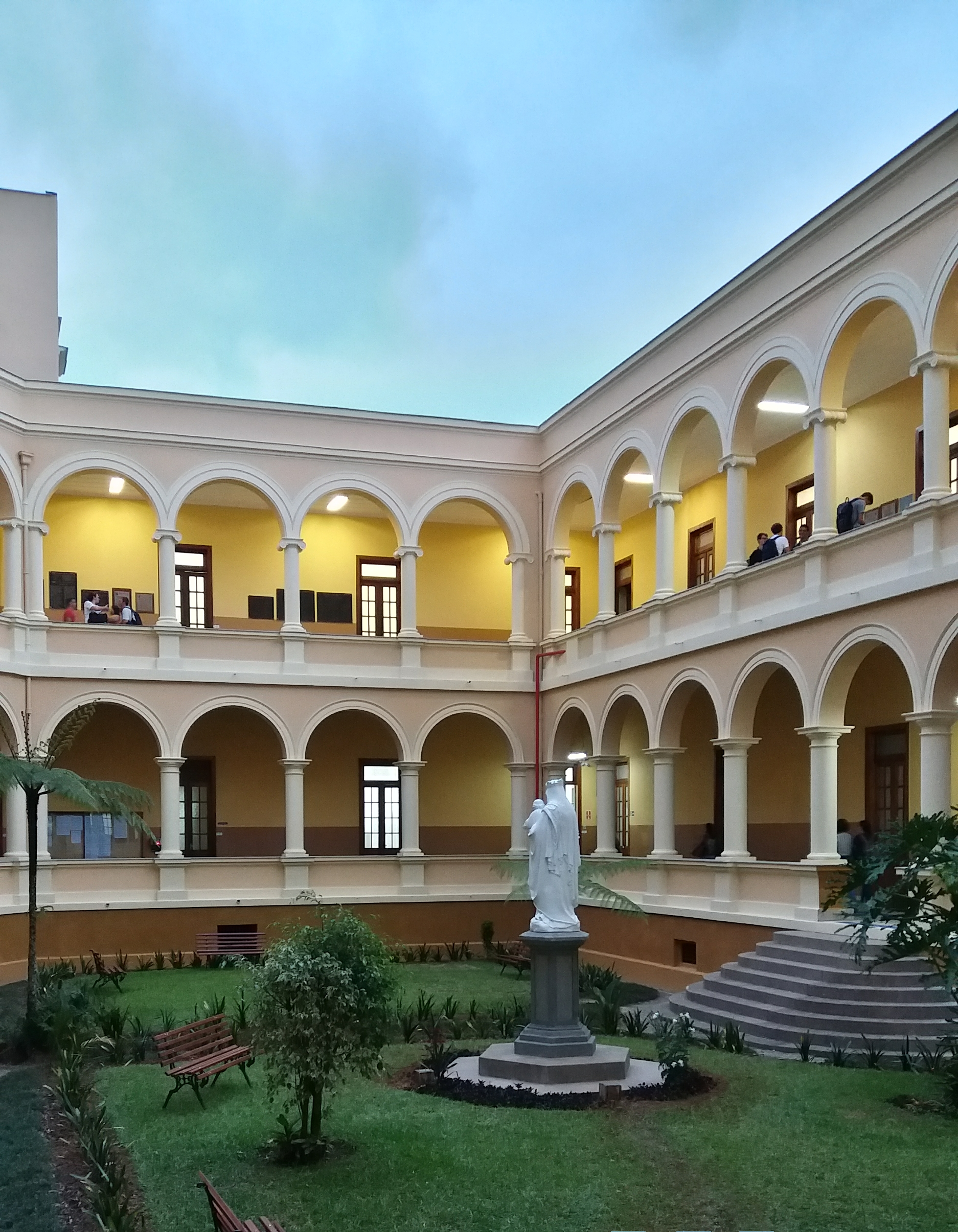
Jardim interno no campus BC (Benjamin Constant).

A UCP possui diversas unidades voltadas a graduação, pós-graduação, pesquisa, extensão e integração profissional. O principal deles, o Conjunto Dom José Fernandes Veloso (Campus BC), está localizado na Avenida Benjamin Constant, no Centro de Petrópolis. Já o Conjunto Dom Manoel Pedro da Cunha Cintra (Campus BA) encontra-se na Rua Barão do Amazonas, também no centro. Além destes dois campi principais, a Universidade também possui um Centro Poliesportivo, localizado no bairro Bingen, a Clínica-Escola de Fisioterapia e Psicologia, no Centro, os Polos em Teresópolis, Nova Friburgo e Magé, além das unidades vinculadas ao Instituto de Pesquisa, Educação e Tecnologia, nos municípios de Petrópolis, Rio de Janeiro, Campos dos Goytacazes e Macaé. 

### Campus Benjamin Constant (BC)
O campus Benjamim Constant (apelidado de BC), também referido como Campus Dom José Fernandes Veloso, é a principal unidade acadêmica da universidade. Além da parte administrativa, nele são sediados os cursos do Centro de Ciências Jurídicas (CCJ), Centro de Ciências Sociais Aplicadas (CCSA), Centro de Teologia e Humanidades (CTH) e o curso de Psicologia - parte do Centro de Ciências da Saúde (CCS). Nele também se encontra uma das bibliotecas da universidade, que conta com um dos maiores acervos bibliográficos do estado. A unidade também sedia o Colégio de Aplicação da UCP e as unidades de pós-graduação lato e stricto-sensu dos seus respectivos centros acadêmicos.  

### Campus Barão do Amazonas (BA)
O campus Barão do Amazonas (apelidado de BA), também referido como Campus Dom Manoel Pedro da Cunha Cintra, sedia os cursos do Centro de Engenharia e Computação (CEC) e do Centro de Ciências da Saúde (CCS) - exceto psicologia. Nele, se encontram os principais laboratórios da universidade. Este Campus é notório por acomodar em seu jardim o famoso Relógio das Flores, um dos pontos turísticos da cidade. O Campus também localiza-se próximo à Praça da Liberdade e ao Museu Casa de Santos Dumont, outros dos principais pontos turísticos do Centro Histórico de Petrópolis. 

### Instituto de Pesquisa, Educação e Tecnologia (IPETEC)
A universidade mantém junto ao Instituto de Pesquisa, Educação e Tecnologia (IPETEC), um centro de pós-graduação em quatro municípios: Petrópolis, Rio de Janeiro, Campos dos Goytacazes e Macaé. Ele oferece cursos de pós-graduação lato sensu e MBA em diversas áreas, com foco nas Engenharias. 

### Polos em outros municípios
Além das unidades tradicionais, a universidade mantém polos de educação a distância em outros três municípios: Teresópolis, Nova Friburgo e Magé. Estes polos oferecem cursos de graduação, pós-graduação e extensão, oferecendo diversas atividades voltadas a comunidade acadêmica nos municípios em que atua. 

## Ensino

### Graduação - Petrópolis
| Unidade Acadêmica                           | Curso                                         | Campus                                      |
| ------------------------------------------- | --------------------------------------------- | ------------------------------------------- |
| Centro de Engenharia e Computação (CEC)     | Arquitetura e Urbanismo                       | Barão do Amazonas                           |
| Centro de Engenharia e Computação (CEC)     | Engenharia Civil                              | Barão do Amazonas                           |
| Centro de Engenharia e Computação (CEC)     | Engenharia Elétrica                           | Barão do Amazonas                           |
| Centro de Engenharia e Computação (CEC)     | Engenharia Mecânica                           | Barão do Amazonas                           |
| Centro de Engenharia e Computação (CEC)     | Engenharia da Computação                      | Barão do Amazonas                           |
| Centro de Engenharia e Computação (CEC)     | Engenharia de Controle e Automação            | Barão do Amazonas                           |
| Centro de Engenharia e Computação (CEC)     | Engenharia de Produção                        | Barão do Amazonas                           |
| Centro de Engenharia e Computação (CEC)     | Engenharia de Petróleo                        | Barão do Amazonas                           |
| Centro de Engenharia e Computação (CEC)     | Engenharia Mecatrônica                        | Barão do Amazonas                           |
| Centro de Ciências Jurídicas (CCJ)          | Direito                                       | Benjamin Constant                           |
| Centro de Ciências Sociais Aplicadas (CCSA) | Administração                                 | Benjamin Constant                           |
| Centro de Ciências Sociais Aplicadas (CCSA) | Ciências Contábeis                            | Benjamin Constant                           |
| Centro de Ciências Sociais Aplicadas (CCSA) | Economia                                      | Benjamin Constant                           |
| Centro de Ciências Sociais Aplicadas (CCSA) | Publicidade e Propaganda (Comunicação Social) | Benjamin Constant                           |
| Centro de Ciências Sociais Aplicadas (CCSA) | Marketing                                     | Benjamin Constant                           |
| Centro de Ciências Sociais Aplicadas (CCSA) | Relações Internacionais                       | Benjamin Constant                           |
| Centro de Ciências Sociais Aplicadas (CCSA) | Logística (Tecnólogo)                         | Benjamin Constant                           |
| Centro de Ciências Sociais Aplicadas (CCSA) | Gestão (Tecnólogo)                            | Benjamin Constant                           |
| Centro de Ciências da Saúde (CCS)           | Biomedicina                                   | Barão do Amazonas                           |
| Centro de Ciências da Saúde (CCS)           | Fisioterapia                                  | Barão do Amazonas                           |
| Centro de Ciências da Saúde (CCS)           | Psicologia                                    | Benjamin Constant                           |
| Centro de Ciências da Saúde (CCS)           | Educação Física                               | Barão do Amazonas                           |
| Centro de Teologia e Humanidades (CTH)      | Filosofia                                     | Benjamin Constant                           |
| Centro de Teologia e Humanidades (CTH)      | Pedagogia                                     | Benjamin Constant                           |
| Centro de Teologia e Humanidades (CTH)      | História                                      | Benjamin Constant                           |
| Centro de Teologia e Humanidades (CTH)      | Letras                                        | Benjamin Constant                           |
| Centro de Teologia e Humanidades (CTH)      | Teologia                                      | Benjamin Constant                           |
| Centro de Teologia e Humanidades (CTH)      | Música                                        | Benjamin Constant (Escola de Música da UCP) |

### Pós-graduação - Petrópolis

#### Lato-Sensu
- Controladoria e Finanças
- Comércio Exterior e Estratégia
- Gestão Mercadológica e Comunicação Integrada
- Relações Econômicas Internacionais
- Direito Processual Canônico
- Gestão Educacional
- Ambientes Virtuais de Aprendizagem e Mídias Integradas
- História do Cristianismo
- Mediação de Conflitos
- Psicologia do Trânsito
- Psicologia da Saúde e Hospitalar
- Fisiologia do Treinamento Aplicado ao Fitness e Wellness
- Gerontologia de Intervenção
- Governança de TI E Segurança da Informação

#### Stricto-Sensu
- Direito (Mestrado)
- Educação (Mestrado e Doutorado)
- Engenharia (Mestrado)
- Psicologia (Mestrado)

## Unidades acadêmicas

#### Centro deEngenhariaeComputação- CEC
Diretor: Prof. D.Sc. Fabio Lopes Licht

#### Centro de Ciências daSaúde- CCS
Diretor: Profa. Dra. Cleia Zanatta Clavery Guarnido Duarte

#### Centro de Ciências Sociais Aplicadas - CCSA
Diretor: Profa. Dra. Vanessa Cristina dos Santos

#### Centro Ciências Jurídicas - CCJ
Diretor:  Prof. Dr. Maurício Pires Guedes

#### Centro de Teologia e Humanidades - CTH
Diretora: Prof. Dr. Carlos Frederico Gurgel Calvet

## Internacionalização
A universidade promove a internacionalização através de seu programa de intercâmbio gerido pelo Núcleo de Intercâmbio Internacional e Cooperação Científica (NIICC). Atualmente a instituição mantém convênios com universidades na Europa, América Latina e África, na qual se destacam instituições como a Universidade de Lisboa, a Universidade do Porto, a Universidade de Coimbra, o Instituto Politécnico de Coimbra, a Universidade de Extremadura (Espanha), Universidade Autônoma de Guadalajara (México) e a Universidade Católica do Uruguai. Participam do programa universidades da Espanha, Portugal, México, Chile, Uruguai, Colômbia, Peru e Moçambique. A universidade também já firmou convênios com instituições asiáticas e norte-americanas. 

## Ingresso
A universidade adota duas formas de ingresso regular para a graduação: o Exame Nacional do Ensino Médio (ENEM), cujo edital é divulgado periodicamente, e seu exame vestibular próprio, que ocorre duas vezes por ano. Por meio destes, é possível ingressar em todos os cursos de graduação oferecidos pela instituição. Além disso, periodicamente, a Prefeitura de Petrópolis oferece bolsas de estudo integrais por meio de um convênio com a instituição, por meio de seu Vestibular Social, que comtempla estudantes da rede pública que obtiveram bom desempenho no exame.  